# 馬羅阿鎮區 (伊利諾伊州梅肯縣)
馬羅阿鎮區（英語：Maroa Township）是位於美國伊利諾伊州梅肯縣的一個行政鎮區。

## 地方資料
根據2010年美國人口普查的數據，馬羅阿鎮區的面積為108.20平方千米，當中陸地面積為108.20平方千米，而水域面積為0.00平方千米。當地共有人口2014人，而人口密度為每平方千米18.61人。